# Дом искусств
«Дом иску́сств» («ДИСК») — раннесоветская организация культурного профиля.

## История
Создан в Петрограде по инициативе М. Горького в 1919 году, К. И. Чуковского и А. Н. Тихонова (Сереброва). Сын одного из создателей Дома — Корнея Чуковского, Николай, утверждал, что инициатором был его отец, но всё реально осуществимое в те годы в литературе должно было быть «осеняемо» именем Горького.
Дом был открыт 19 ноября 1919 года на Мойке, 59. Управлялся Высшим советом, куда входили А. А. Ахматова, Ю. П. Анненков, А. Л. Волынский, М. В. Добужинский, Е. И. Замятин, К. С. Петров-Водкин, В. А. Щуко и др.
«Дом искусств» ставил задачей организацию вечеров, концертов, выставок, издание книг (в 1921 редколлегией Дома в составе М. Горький, А. Блок, К. Чуковский было выпущено два сборника «Дом искусств»). В этом же здании была организована «Писательская коммуна», где работали и проживали А.С. Грин, Н.С. Гумилев, О.Э. Мандельштам, В.Ф. Ходасевич, А.Л. Волынский, М.С. Шагинян, Н.С. Тихонов, М.Л. Слонимский и др.
В работе литературной студии «Дома искусств» принимали участие К. И. Чуковский, Е. И. Замятин, Н. С. Гумилёв, М. Л. Лозинский, В. Б. Шкловский, Б. М. Эйхенбаум, «серапионовы братья»: К. А. Федин, В. В. Иванов, В. А. Каверин, М. М. Зощенко и др.
Существовал до 1923 года.
Деятельность «Дома искусств» описана в романе Ольги Форш «Сумасшедший корабль» (1933), в воспоминаниях Чуковского, В. А. Рождественского, М. Л. Слонимского, В.Ф. Ходасевича. В 1922 году в своём письме Алексею Толстому (которое тот опубликовал) Чуковский характеризовал дом как «клоаку». «Все сплетничают, ненавидят друг друга, интригуют, бездельничают — эмигранты, эмигранты! Дармоедствовать какому-нибудь Волынскому или Чудовскому очень легко: они получают пайки, заседают, ничего не пишут, и поругивают Советскую власть».